# Magliana Vecchia
Magliana Vecchia è la quarantesima zona di Roma nell'Agro romano, indicata con Z. XL.

## Geografia fisica

### Territorio
Si trova nell'area sud-ovest di Roma, a ridosso ed internamente al Grande Raccordo Anulare, fra la via Portuense a nord e il fiume Tevere a sud-est.
Nell'area nord della zona si estende parte della riserva naturale della Tenuta dei Massimi, attraversata da nord a sud dal fosso della Magliana.
La zona confina:
- a nord con la zona Z. XLIV La Pisana[1]
- a est con il suburbio S. VII Portuense[2]
- a sud-est con la zona Z. XXXIX Tor di Valle[3]
- a sud e a ovest con la zona Z. XLI Ponte Galeria[4]

## Monumenti e luoghi d'interesse

### Architetture civili
- Castello della Magliana, su via Luigi Ercole Morselli. Villa pontificia del XV secolo (1480).
- Residence Le Torri, su via Cesare Giulio Viola. Edifici del XX secolo (1978). 41.821736°N 12.411941°E

Complesso di sei torri per uffici. Progetto dell'architetto Gaetano Rebecchini.
- Palazzo della Esso, su viale Castello della Magliana. Edificio del XX secolo (1978). 41.822272°N 12.414222°E

Progettato nel periodo 1978-80 dagli architetti Julio Lafuente e Gaetano Rebecchini.
- Centro Toyota, su via Colonnello Tommaso Masala. Edificio del XXI secolo (2011). 41.826079°N 12.393792°E

Progettato nel periodo 1999-2002 dall'architetto Kenzō Tange.

### Architetture religiose
- Cappella di San Giovanni Battista, su via Luigi Ercole Morselli, all'interno della villa pontificia. Cappella del XVI secolo.

Progetto del Bramante, decorazioni di Raffaello Sanzio.

### Siti archeologici
- Magazzini dello Scalo, su via Salvatore Rebecchini. Villa dell'età imperiale. 41.814149°N 12.406455°E
- Ponti romani al fosso della Magliana, su via Salvatore Rebecchini. Ponti dell'età imperiale. 41.81663°N 12.414311°E
- Villa di via della Magliana, su via Salvatore Rebecchini. Villa del II secolo a.C.[5] 41.814197°N 12.406481°E
- Villa dell'Infernaccio, sul colle dell'Infernaccio. Villa del II secolo[6]

### Aree naturali
- Riserva naturale della Tenuta dei Massimi, area sud della tenuta. 41.838706°N 12.401089°E

## Enti
- Ospedale San Giovanni Battista, su via Luigi Ercole Morselli. Edificio del XX secolo (1962). 41.828695°N 12.41832°E

Progettato nel periodo 1960-62 dagli architetti Julio Lafuente e Gaetano Rebecchini.

## Geografia antropica

### Urbanistica
Nel territorio di Magliana Vecchia si estendono la zona urbanistica 15E Magliana e le aree urbane di Muratella (PdZ B38) e Parco de' Medici.
La zona, comunemente chiamata col solo nome di "Magliana", è stata costruita al di sotto del livello del secondo argine del Tevere, nelle cui vicinanze si possono trovare le idrovore usate per bonificare l'area.

## Infrastrutture e trasporti
|  | È raggiungibile dalla stazione di Muratella. |